# Щербаков, Павел Николаевич
Павел Николаевич Щербаков (род. 4 августа 1927 — 8 мая 2006) — советский судостроитель, Герой Социалистического Труда (1966).

## Биография
Родился в селе Сергеевка Николаевской области.
Работал судосборщиком на Черноморском судостроительном заводе (ЧСЗ). В 1955 году возглавил бригаду, которая стала одной из лучших на предприятии. В 1959 году перешел в отстающую бригаду и вывел ее в передовые.
В 1964 году окончил Николаевский судостроительный техникум по специальности «Судостроение». С 1981 года — заместитель начальника цеха № 16 ЧСЗ.
Избирался депутатом Верховного Совета СССР 7-го (1966—1970) и 8-го (1970—1974) созывов.
Жил в Николаеве. Умер 8 мая 2006 года.

## Награды
Указом Президиума Верховного Совета СССР от 25 июля 1966 года за выдающиеся заслуги в выполнении плана 1959—1965 годов и создание новой техники, Щербакову Павлу Николаевичу присвоено звание Героя Социалистического труда с вручением ордена Ленина и медали «Серп и Молот».
Почетный гражданин города Николаева (19.10.1972).